# Thomas Monro
Pour les articles homonymes, voir Monro.
Thomas Monro, né en 1759 à Londres et mort le 13 mai 1833 à Bushey, est un collectionneur d'art et mécène britannique. Il est aussi l'un des principaux médecins du Bethlem Royal Hospital, suivant la tradition familiale de travailler dans la santé.
Il est mécène de nombreux artistes dont Peter De Wint, Thomas Girtin, John Sell Cotman et William Turner.